# Мице Козароски
Мице Лазаров Козароски (Козар) с псевдоним Яндре е югославски партизанин и деец на така наречената Народоосвободителна войска на Македония.

## Биография
Роден в прилепското село Варош на 24 септември 1910 година. Става член на ЮКП през 1934 година. След това влиза и в Местния комитет на ЮКП за Прилеп, където се сприятелява с Мише Ивановски. Участва в Испанската гражданска война. Козароски е сред основателите на сдружението на производителите на тютюн, което носи неговото име. Изявява се като ръководител на група от СКМЮ и поради своята революционна дейност е гонен и затварян. След началото на Втората световна война започва да организира партизанското движение в Прилеп и Азот. Взема участие в атаката срещу българския полицейски участък на 11 октомври 1941 година. Става командир първоначално на Велешкия народоосвободителен партизански отряд „Пере Тошев“ и Велешко-прилепски народоосвободителен партизански отряд „Димитър Влахов“.